# Tindrande vishetens kyrka
Tindrande vishetens kyrka (Church of Starry Wisdom), även kallad Tindrande vishetssekten, är en fiktiv religiös grupp i Cthulhu-mytologin.
Gruppen dyrkar Nyarlathotep och "Jägaren i mörkret". Kyrkan eller sekten bildades 1844 i Providence, Rhode Island, USA av professor Enoch Bowen. De använde "den skinande trapetsoiden" (Shining Trapezohedron) för att åkalla "Jägaren i mörkret", som krävde skandalösa uppoffringar för att dela med sig av en liten del av sin kunskap om universum.
Trots att sekten fördömdes av de lokala kyrkorna växte den till ca 200 medlemmar. Efter flera mystiska försvinnanden i området blev sekten uppmärksammad av hela samhället. Kyrkan lades ner efter att den lokala myndigheten samt lokala invånare drabbat samman med den. 181 människor försvann från Providence av okända anledningar.
Kyrkan hade ett omfattande bibliotek av ockult litteratur. De flesta av böckerna togs om hand av doktor Dexter efter en polisrazzia i anknytning till Robert Blakes död.
"Jägaren i mörkret" (originaltitel "The Haunter of the Dark") är en novell av H. P. Lovecraft, publicerad 1936.